# Демонетизація
Демонетизація (від фр. demonetisation — втрата) — позбавлення державною владою монет з вмістом благородних металів (срібла і золота) сили законного платіжного засобу. Монета в цьому разі зберігає свою вартість лише відповідно до вартості вміщеного в ній металу (за його вагою). Проводиться у зв'язку з розширенням застосування кредитних, банківських, безготівкових грошей, чеків. Міжнародне закріплення Д. золота здійснено в статуті Міжнародного валютного фонду з 1978 р., коли офіційно ціна золота була вилучена з розрахунків. У сфері міжнародних розрахунків золото виконує такі функції: фонду страхування наслідків інфляції, засобів забезпечення кредитів, резерву ліквідних грошових ресурсів.